# Glaucolepis istriae
Glaucolepis istriae is een vlinder van de familie van de dwergmineermotten (Nepticulidae). De wetenschappelijke naam is voor het eerst voorgesteld als Trifurcula istriae door de broers Zdeněk Laštůvka en Aleš Laštůvka in een publicatie uit 2000.

## Verspreiding
De soort komt voor in Italië en Kroatië.

## Waardplanten
De rups leeft in en van het blad van Globularia punctata (Plantaginaceae) en maakt daarin een gangmijn, beginnend vanaf de plaats waar het eitje is afgezet, aan de bovenkant van het blad. De larve ontwikkelt zich in een enkel blad.